# Bad Boys for Life
Bad Boys for Life è un film del 2020 diretto da Adil El Arbi e Bilall Fallah.
Il film è il sequel di Bad Boys II (2003) ed è il terzo capitolo della  serie, e vede protagonisti Will Smith e Martin Lawrence che riprendono i loro ruoli di detective Mike Lowrey e Marcus Burnett.

## Trama
La spietata assassina di un potente cartello messicano, Isabel Aretas detta "La bruja" (la strega), riesce a fuggire da un carcere di massima sicurezza messicano grazie all'aiuto del figlio Armando ed insieme a lui inizia a pianificare la sua vendetta contro il responsabile delle sue sofferenze e della morte del marito e boss della droga Benito: il detective Mike Lowrey.
Intanto a Miami, Marcus Burnett è deciso ad andare in pensione dopo essere diventato nonno. Durante la serata per i festeggiamenti, Mike subisce un attentato da un killer in moto, Armando. Portato in emergenza in ospedale, Marcus prega per la vita dell'amico, promettendo di rinunciare alla violenza. Alcuni mesi dopo Mike, ripresosi del tutto, vuole trovare chi ha provato ad ucciderlo e tenta di coinvolgere Marcus, che però si rifiuta categoricamente a causa del suo voto. Deciso a trovare il suo attentatore (che nel frattempo ha fatto diverse vittime), Mike si fa assegnare come consulente al team AMMO che indaga sul caso capitanata dall'agente Rita Secada, un'altra sua ex-fidanzata; dopo che il misterioso sicario in moto uccide anche il loro amato capitano, Conrad Howard, Marcus si convince ad entrare in gioco un'ultima volta.
Seguendo le tracce del killer in moto, Mike capisce che potrebbe essere suo figlio dopo averlo visto e sentendolo pronunciare una frase che solo lui conosce. Dopo aver scoperto che le persone uccise fino a quel momento (tranne il capitano Howard) erano legate ad una sua vecchia missione in Messico, terminata con la cattura di Isabel e la morte di Benito, Mike confessa a Marcus che in passato ha avuto una relazione con la killer quando era infiltrato sotto copertura nel cartello della droga del marito; Benito era sterile e il ragazzo nacque pochi mesi dopo che Isabel era stata messa in prigione. 
Seguendo le tracce degli attentatori, Marcus e Mike arrivano in Messico al nascondiglio di Isabel, raggiunti anche dai colleghi AMMO, decisi a supportarli. Durante la resa dei conti, mentre l'edificio prende fuoco, Mike rivela ad un incredulo Armando di essere suo padre e questi, chiedendo conferma ad Isabel delle parole del detective, apprende la verità.
Resosi conto che il compito per cui ha trascorso una vita a prepararsi era basato su una bugia, Armando cerca di proteggere il suo vero padre e viene ferito dalla madre la quale, infuriata dal rifiuto del figlio di uccidere Mike, tenta di portare a compimento lei stessa la sua vendetta, ma Rita le spara per prima, facendola cadere tra le fiamme sottostanti.
Qualche tempo dopo, Rita è stata promossa a capitano, mentre Mike e Marcus sono stati messi a capo del team AMMO.
Mike in seguito visita un pentito Armando in prigione, offrendogli la possibilità di guadagnarsi un po' di riscatto con un nuovo caso per conto della polizia di Miami, che accetta.

## Produzione

### Sviluppo
Nel giugno 2008, Michael Bay, il regista dei primi due film di Bad Boys, dichiarò che avrebbe potuto dirigere Bad Boys III, ma che il più grande ostacolo al potenziale sequel sarebbe stato il costo, dato che lui e Will Smith chiedevano alcuni dei salari più alti dell'industria cinematografica. Nell'agosto 2009, la Columbia Pictures aveva assunto Peter Craig per scrivere la sceneggiatura di Bad Boys III. Nel febbraio 2011, Martin Lawrence ha ribadito che il film era in fase di sviluppo. Nel giugno 2014, Bruckheimer ha annunciato che lo sceneggiatore David Guggenheim stava lavorando alla trama del sequel. Due mesi dopo, Lawrence disse che era stata scritta una sceneggiatura e che erano state espresse parti. Entro giugno 2015, il regista Joe Carnahan era nei primi colloqui per scrivere e possibilmente dirigere il film. Due mesi dopo, la Sony Pictures Entertainment annunciò che Bad Boys III sarebbe uscito il 17 febbraio 2017 e che il sequel aggiuntivo, Bad Boys IV, sarebbe uscito il 3 luglio 2019. Il 5 marzo, 2016, il film è stato posticipato al 2 giugno 2017. I produttori hanno programmato di iniziare la produzione all'inizio del 2017. L'11 agosto 2016, il film è stato rimandato al 12 gennaio 2018, per evitare la competizione al botteghino con il film della DC Comics, Wonder Woman e ribattezzato Bad Boys for Life. Lawrence ha rivelato al Jimmy Kimmel Live! che le riprese sarebbero potute iniziare a marzo 2017. Il 6 febbraio 2017, è stato annunciato che la data di uscita del film è stata ritardata per la terza volta, al 9 novembre 2018. Il 7 marzo 2017, Carnahan ha lasciato il progetto a causa di divergenze creative. Nell'agosto 2017, la Sony ha rimosso il terzo film dal loro programma di uscita e più tardi Lawrence ha dichiarato che il film non si sarebbe fatto.
Nel febbraio 2018, è stato riferito che il film era di nuovo in programma e che sarebbe stato diretto dai registi belgi Adil El Arbi e Bilall Fallah, con Will Smith e Martin Lawrence che avrebbero ripreso i loro ruoli. Secondo Geek Worldwide, le riprese del terzo film della serie Bad Boys sarebbero iniziate nel 2018 e sarebbero finite a marzo 2019 a Miami e Atlanta con la data di uscita prevista per il 17 gennaio 2020.

### Casting
Nell'ottobre 2018, Variety ha rivelato che la Sony era vicina al via libera per la produzione del film. Nel dicembre 2018, è stato riferito che Joe Pantoliano, che interpretava il capitano Howard nei film precedenti, sarebbe tornato per interpretare il personaggio. Nel febbraio 2019, Kate del Castillo si è unita al cast del film. Nel marzo 2019, è stato riferito che Theresa Randle, che interpretava la moglie di Marcus, Theresa, nei film precedenti sarebbe tornata a interpretare il personaggio. Da notare che Dennis Greene torna ad interpretare Reggie, genero di Marcus, dopo la sua apparizione nel capitolo precedente della saga. Michael Bay, regista dei precedenti capitoli della saga, appare in un Cameo.

### Riprese
Le riprese del film, il cui budget è stato di 90 milioni di dollari, sono iniziate il 14 gennaio 2019 nel centro di Atlanta, in Georgia e terminate il 7 giugno 2019 a Miami Beach, in Florida.

## Colonna sonora
Il trailer includeva un mashup originale di "Bad Boys" di Inner Circle e "Bad Boy for Life" di P. Diddy, Black Rob e Mark Curry.
Il 10 ottobre 2019 è stato pubblicato il singolo apripista della colonna sonora del film, RITMO (Bad Boys for Life), cantata dai Black Eyed Peas e da J Balvin.

## Promozione
Il primo trailer del film è stato pubblicato il 5 settembre 2019.

## Distribuzione
La pellicola è stata distribuita negli Stati Uniti dal 17 gennaio 2020 e in Italia dal 20 febbraio dello stesso anno. Il film era uscito nelle sale cinematografiche giusto in tempo prima che i cinema di tutto il mondo chiudessero, a causa della pandemia di COVID-19, quando dalla Cina il virus ha cominciato a diffondersi in tutto il mondo.

## Accoglienza

### Incassi
Nel primo weekend di programmazione il film si posiziona al primo posto del botteghino statunitense, incassando 68 milioni di dollari in quattro giorni (oltre le previsioni iniziali) mentre in tutto il mondo sale a 106 milioni; anche nel primo fine settimana italiano la pellicola si posiziona al primo posto del botteghino, incassando 928.836 euro nonostante la chiusura di diversi cinema per la pandemia di coronavirus.
Bad Boys for Life ha incassato 206,3 milioni di dollari in Nord America e 220,2 milioni nel resto del mondo, per un totale di 426,5 milioni. Dopo il cinese The Eight Hundred è il maggiore incasso del 2020.

### Critica
Sull'aggregatore Rotten Tomatoes il film riceve il 75% delle recensioni professionali positive con un voto medio di 6,2 su 10 basato su 268 critiche, mentre su Metacritic ottiene un punteggio di 59 su 100 basato su 46 critiche..

## Sequel
Il 13 giugno 2024 è uscito il quarto capitolo della saga, Bad Boys: Ride or Die.